# IP over Avian Carriers

Gołąb pocztowy może przenosić ruch IP

IP over Avian Carriers (IPoAC) – humorystyczny Request for Comments dotyczący przenoszenia ruchu internetowego (IP) przy użyciu ptaków, np. gołębi pocztowych.
IP over Avian Carriers został opisany w RFC 1149 ↓ wydanym przez Internet Engineering Task Force (IETF), a napisanym przez Davida Waitzmana i opublikowanym 1 kwietnia 1990. Jest jednym z wielu primaaprilisowych RFC. 1 kwietnia 1999 roku Weitzman opublikował również ulepszenie swojego protokołu w postaci RFC 2549 ↓ IP over Avian Carriers with Quality of Service.

## Implementacja
28 kwietnia 2001 roku IP over Avian Carriers został zaimplementowany przez Linux User Group z Bergen. Wysłali 9 pakietów na odległość około 5 kilometrów. Każdy z nich był niesiony przez jednego gołębia i zawierał polecenie ping. Otrzymali 4 odpowiedzi. Współczynnik utraty pakietów wyniósł około 56%, a czas odpowiedzi mieścił się w przedziale od 3000 do ponad 6000 sekund. Oto zapis transmisji:
```
Script started on Sat Apr 28 11:24:09 2001
vegard@gyversalen:~$ /sbin/ifconfig tun0
tun0      Link encap:Point-to-Point Protocol  
          inet addr:10.0.3.2  P-t-P:10.0.3.1  Mask:255.255.255.255
          UP POINTOPOINT RUNNING NOARP MULTICAST  MTU:150  Metric:1
          RX packets:1 errors:0 dropped:0 overruns:0 frame:0
          TX packets:2 errors:0 dropped:0 overruns:0 carrier:0
          collisions:0 
          RX bytes:88 (88.0 b)  TX bytes:168 (168.0 b)

vegard@gyversalen:~$ ping -i 900 10.0.3.1
PING 10.0.3.1 (10.0.3.1): 56 data bytes
64 bytes from 10.0.3.1: icmp_seq=0 ttl=255 time=6165731.1 ms
64 bytes from 10.0.3.1: icmp_seq=4 ttl=255 time=3211900.8 ms
64 bytes from 10.0.3.1: icmp_seq=2 ttl=255 time=5124922.8 ms
64 bytes from 10.0.3.1: icmp_seq=1 ttl=255 time=6388671.9 ms

--- 10.0.3.1 ping statistics ---
9 packets transmitted, 4 packets received, 55% packet loss
round-trip min/avg/max = 3211900.8/5222806.6/6388671.9 ms
vegard@gyversalen:~$ exit

Script done on Sat Apr 28 14:14:28 2001

```

## Inne ptasie sposoby transportu danych
Osoby fotografujące rafting używają gołębi jako sneakernet, aby przenosić cyfrowe zdjęcia zapisane na pamięci flash z aparatu do operatora wycieczki. Pojedynczy gołąb jest w stanie przenieść dziesiątki gigabajtów danych na dystansie 30 mil w około godzinę, co w pierwszej dekadzie XXI wieku było dobrym wynikiem, porównywalnym z sieciami ADSL czy komórkowymi, nawet gdy weźmie się pod uwagę utracone nośniki.
The Unlimited Group, firma zajmująca się usługami telekomunikacyjnymi w Południowej Afryce, przeprowadziła eksperyment, w którym sprawdzono czy transmisja danych na odległość 80 km przy użyciu gołębia pocztowego (o imieniu Winston) jest szybsza od transmisji przy użyciu linii ADSL. Gołąb wyruszył 10 września 2009 roku z call centre w Howick, aby dostarczyć 4 GB danych do siedziby firmy w Hillcrest, Durban; w tym samym czasie odbywała się transmisja po linii ADSL. Wyścig zaczął się o 9.30, a o 11.15 Winston dotarł do celu, podczas gdy linią ADSL o 11.45 przesłano mniej niż 4% danych.
Tego typu proste metody transportu nie wykorzystują protokołu IP.